# Вилья-де-Кос (муниципалитет)
Вилья-де-Кос (исп. Villa de Cos) — населённый пункт и муниципалитет в Мексике, входит в штат Сакатекас. Население 30 420 человек.